# Stadtpfeifer

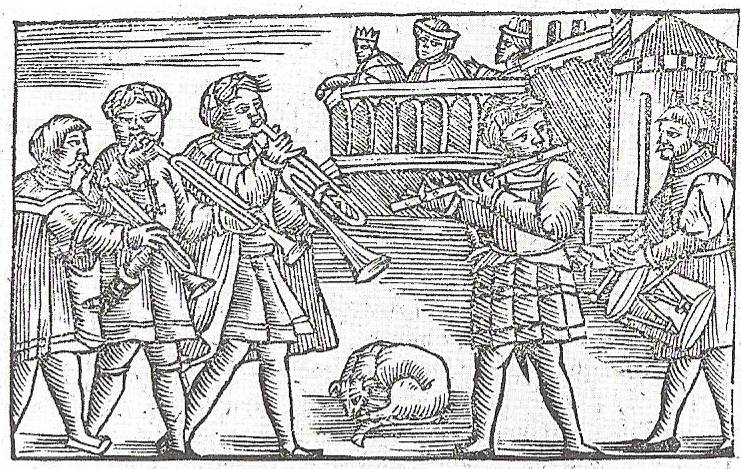
Fra Olaus Magnus: Stadtpfeifer hacia 1555

Los Stadtpfeifern , literalmente flautistas municipales, surgieron de la música tradicional alemana para bandas municipales. Estos conjuntos de instrumentos de viento surgieron gracias a la financiación de los ayuntamientos y se convirtieron en un rasgo universal de la vida musical urbana en toda Europa desde el siglo XV y adoptan su nombre a mediados del siglo XVI. 
Cuando a finales del siglo XVI y principios del XVII la música italiana extiende sus innovaciones al resto de Europa, estas agrupaciones florecen con un aislamiento de las influencias italianas bastante notable. En el imperio alemán estos grupos se componían fundamentalmente de instrumentos de viento, los números oscilaban entre cinco y diez instrumentistas que interpretaban vestidos de uniforme. Durante los últimos años del siglo XVI se incorporaron a estas formaciones instrumentos de cuerda como el violín o el violonchelo. El nivel de exigencia frente a estos músicos, que comenzaron a agruparse en gremios, era muy alto y en la mayoría de las ocasiones dominaban más de un instrumento, a excepción de los trompetistas que muchas veces, incluso formaron sus propios gremios. 
Estos grupos municipales alemanes cultivaron un tipo de obras diferentes a los que se podían escuchar en la corte o en casas de la nobleza. Su principal función era acompañar con música los bailes y festividades de carácter público, pero no era, ni de lejos, la única. Los stadtpfeifern leían los pregones en los mercados, acompañaban las entradas y salidas solemnes de los nobles y las visitas de los reyes, acompañaban con música las actuaciones teatrales y en ocasiones interpretaban parte de la polifonía en las iglesias. En algunas ciudades también se encargaban de tocar para despertar a los vecinos, marcar la hora o dar el toque de queda. En Alemania, sin embargo, los deberes como vigilantes se van haciendo cada vez más escasos.
Estos grupos poco a poco fueron aumentando de tamaño dando lugar a las bandas municipales que, en muchos casos han llegado hasta nuestros tiempos. 

## Repertorio
El repertorio de los Stadtpfeifern comprendía dos tipos de composición: 
- Canzonas para interpretar de cuatro a ocho instrumentistas. Estas canzonas se diferenciaban de las de compositores cortesanos por su corta extensión y una mayor sencillez en su diseño global. Carecen de las innovaciones italianas como los pasajes ornamentales escritos, las secciones lentas con armonía expresiva y los movimientos de carácter veloz en compás ternario.

- Suites de danzas que en su mayoría se componen de una pavana en compás binario y una gallarda en compás ternario. Los compositores utilizaban el mismo material para ambas danzas como forma de unión entre ellas e incluso utilizaron este proceso para incluir más danzas en la suite. Ese proceso de uso de un mismo material proviene de la tradición de las misas cíclicas y se perdió de forma bastante notable en el resto de Europa en este tipo de composiciones.

Algunos ejemplos concretos: 
- Veinte suites incluidas en "Banchetto musicale" (1617) de Johann Hermann Schein.
- Suite de la "Antología" número 58 (1611) de Paul Peuerl.